# Zerba
Zerba (Ṡèrba in ligure, dialetto piacentino e dialetto bobbiese) è un comune italiano di 70 abitanti della provincia di Piacenza in Emilia-Romagna.
È il comune meno popolato e il più occidentale della regione Emilia-Romagna e (insieme al limitrofo comune di Ottone) uno dei due comuni della regione a confinare con il Piemonte.
È il comune a maggior altitudine della provincia di Piacenza.

## Geografia fisica

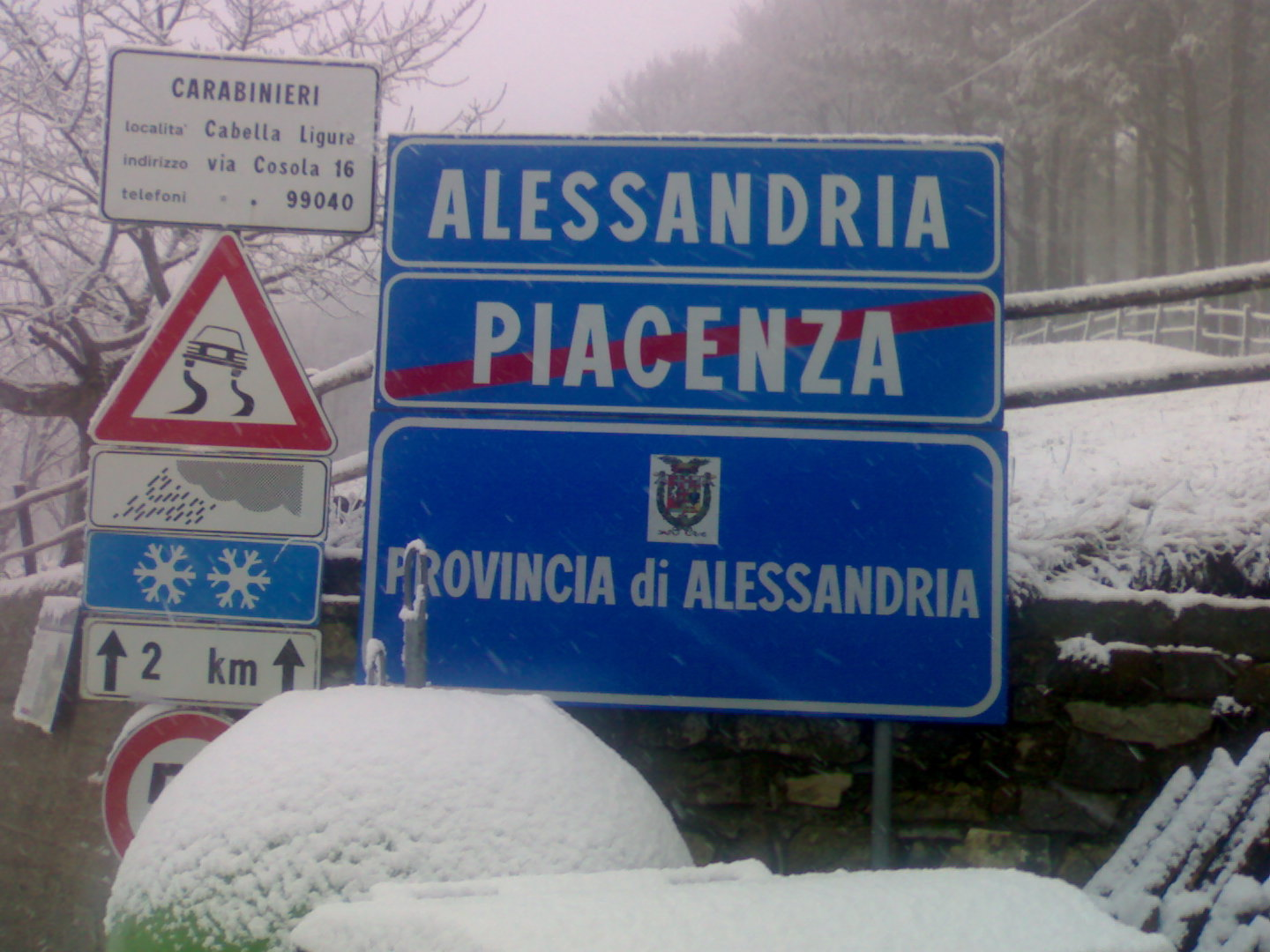
Il confine tra Piemonte ed Emilia-Romagna a Capanne di Cosola (1465 m)

È situato nell'alta val Trebbia, sull'Appennino Ligure (di cui fa parte l'Appennino piacentino).
Il territorio comunale comprende tutto il versante settentrionale della val Boreca, dalla sorgente dell'omonimo torrente ad ovest, prossima al confine col Piemonte, sino al fiume Trebbia ad est. Fa eccezione una "propaggine" verso nord, che incuneandosi nell'alta valle Staffora comprende la piccola frazione di Samboneto.
Il capoluogo Zerba è un agglomerato di quartieri: Villa Soprana con la chiesa di San Michele, Villa Lisamara, Villa Stana, Villa Scarbione con il municipio e Villa Fontana con il vicino castello di Zerba.
Oltre la cittadina consta di numerose frazioni sparse ed alcune molto popolate specie nei fine settimana e nel periodo estivo.

## Storia
Una leggenda lega la fondazione del paese ad un gruppo di disertori cartaginesi che abbandonarono l'esercito di Annibale nel 218 a.C., ai tempi della Battaglia della Trebbia. Si dice che, per orientarsi, Annibale sia dovuto salire sul monte Lesima, per cui un'antica mulattiera è ancora chiamata strada di Annibale. In base a ciò, la tradizione vorrebbe che il toponimo derivasse, o comunque avesse la stessa origine, di quello dell'isola nordafricana Djerba. Più probabilmente deriva da gerbo, ossia "terreno coperto di sterpaglie", "terreno incolto".
Come molti territori attigui fu poi concessa da Federico Barbarossa ai Malaspina nel 1164. Passò nel XIII secolo nel Marchesato malaspiniano di Pregola, nel XIV alle famiglie Pinotti e Porro, per tornare nel 1404 ai Malaspina fino alla soppressione napoleonica del feudalesimo.
Fino all'abolizione dei feudi imperiali era inserito nel contado di Ottone.
Nel 1801 il territorio è annesso assieme alla Liguria alla Francia napoleonica fino al 1814. Nel 1814 gli ex territori del contado di Ottone sono inseriti nella Provincia di Bobbio. Nel 1848 come parte della provincia di Bobbio passa dalla Liguria al Piemonte, nel 1859 entrò a far parte nel circondario di Bobbio della nuova provincia di Pavia e quindi della Lombardia. Nel 1923, smembrato il circondario di Bobbio, passa alla provincia di Piacenza e quindi all'Emilia-Romagna.
Il 17 luglio del 1908 si verificò un violento nubifragio con una piena straordinaria della Trebbia che devastò case e campagne soprattutto nel territorio del mandamento bobbiese di Ottone e fra i confini delle provincie di Genova e Pavia, con gravi danni nell'abitato di Gorreto, distruggendo cinque ponti lungo la statale 45 interrompendo le comunicazioni stradali fra Ottone e Torriglia, e la linea telegrafica fra Bobbio e Genova; danni ed allagamenti anche nel piacentino a Rivergaro e a Sant'Antonio a Trebbia nei pressi di Piacenza.
Distruzioni imponenti e danni più ingenti si verificarono, invece, con l'alluvione che colpì la val Trebbia il 19 settembre 1953.

### Simboli
Lo stemma e il gonfalone del Comune di Zerba sono stati concessi con decreto del presidente della Repubblica del 20 ottobre 1953.
Lo spino fiorito e il monte ritraggono la posizione e i prodotti del luogo. Gli smalti rosso e argento alludono ai colori civici del capoluogo di provincia Piacenza.
Il gonfalone è un drappo trinciato di rosso e di bianco.

## Monumenti e luoghi d'interesse

### Architetture religiose

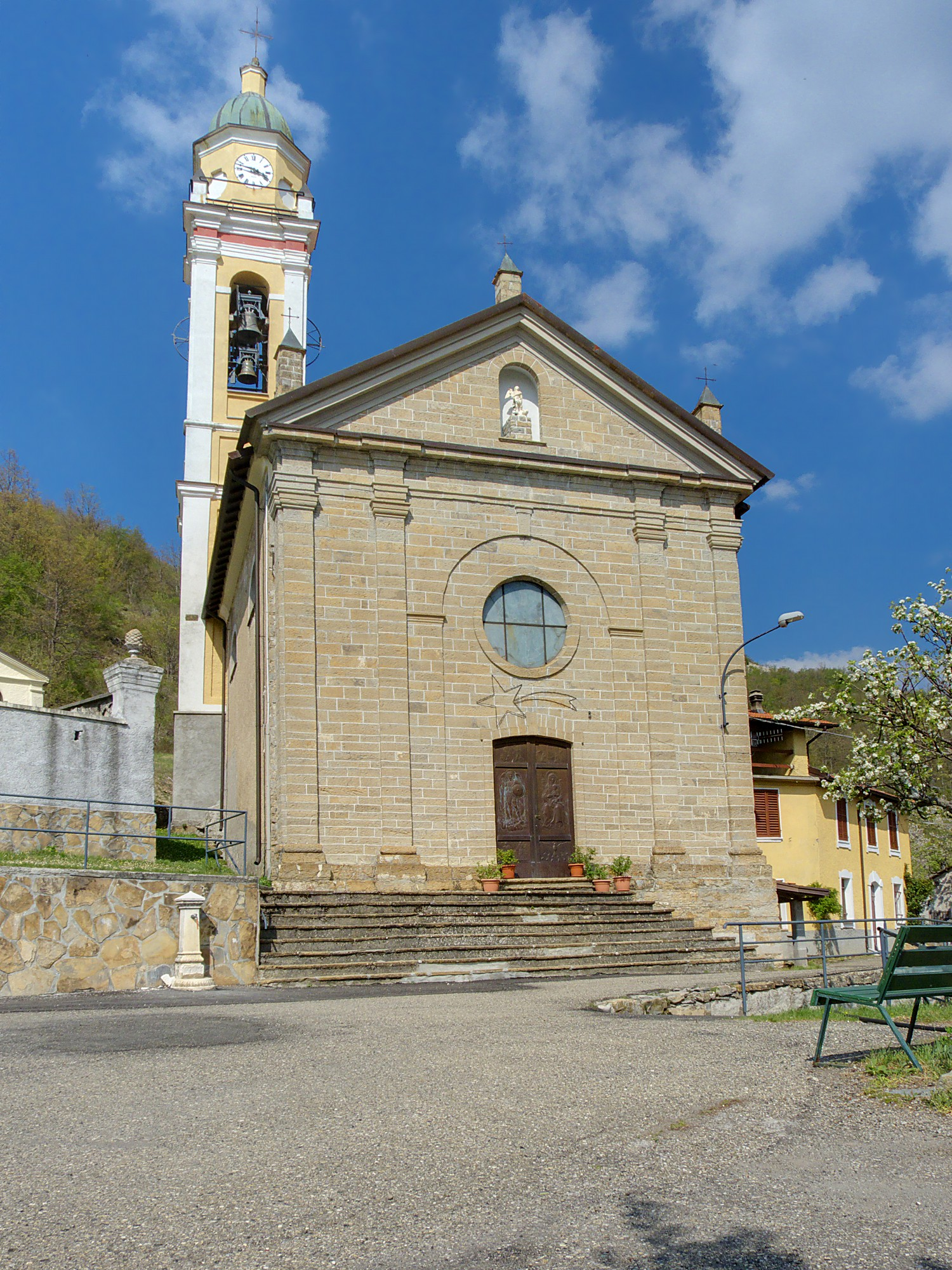
Chiesa di San Michele Arcangelo

Le parrocchie dipendono dal vicariato di Bobbio, Alta Val Trebbia, Aveto e Oltre Penice della diocesi di Piacenza-Bobbio.
- Chiesa parrocchiale di San Michele Arcangelo a Villa Soprana di Zerba. Parrocchia eretta nel IX secolo, ha il titolo di arcipretura. Il territorio passò dalla diocesi di Tortona a quello di Bobbio nel 1817.
- Chiesa parrocchiale di San Rocco, nella frazione Cerreto. Parrocchia eretta nel 1926.
- Chiesa parrocchiale di San Nicola, nella frazione di Pej. Parrocchia passata dalla diocesi di Tortona a quella di Bobbio solo nel 1951.
- Chiesa della Madonna della Salute, nella frazione Capannette di Pej, alle dipendenze della parrocchia di Pej
- Chiesa di San Colombano, nella frazione di Vesimo, nel 1746, per opera del vescovo di Tortona Giuseppe Ludovico de Anduxar, l'edificio fu fortemente rimaneggiato e fu costruita la torre campanaria. Ex parrocchiale, oggi è alle dipendenze della parrocchia di Zerba.
- Chiesa di San Pietro', nella frazione di Samboneto, alle dipendenze della parrocchia di San Lorenzo di Casale Staffora, nella diocesi di Tortona.

### Architetture storiche e civili
- Palazzo del Municipio a Villa Scarbione di Zerba
- Castello dei Malaspina e Torre di Zerba, nei pressi di Villa Fontana. I resti dell'antico castello, del quale rimangono alcuni tratti di mura e la torre cilindrica. Appartenne da sempre ai Malaspina, fin dal 1164 quando il feudo assieme a molti altri in Val Trebbia divenne possedimento del marchese Obizzo Malaspina, grazie all'imperatore Federico Barbarossa, per la difesa della Via del Sale. Nel 1266 nelle divisioni di famiglia il castello ed il feudo passò assieme ai territori della Val Staffora al marchesato di Pregola. Nel 1361 il castello venne donato a Galeazzo II Visconti, duca di Milano il quale nel 1367 lo investiva assieme a quello di Brugnello a Simone de Novanton della Savoia, detto "lo scudiero verde". Nel 1371 dopo una congiura ai danni del duca di Milano, il de Novanton venne arrestato e decapitato e i suoi beni assieme a Brugnello passarono alla famiglia Porro. Nel 1404 il castello ritornò ai Malaspina dopo la decapitazione per tradimento dei fratelli Porro, infatti essi colsero l'occasione per impadronirsi del feudo di Zerba e Pej. Verso la fine del XVII secolo il fortilizio abbandonato è in rovina e i feudatari risiedevano nel loro palazzo nella località Caminata. Il feudo venne abolito assieme a tutti i Feudi imperiali dai napoleonici nel 1797. Adiacente ai resti del castello rimane ben visibile la Torre circolare oggi restaurata.
- Resti del Forte o Torre di Pej, posto in zona Case della Torre, fortilizio del XIII secolo dei Malaspina, ne rimangono poche tracce.
- Antico lavatoio di Pej, con strutture ad arco, adiacente alla chiesa.
- Antico mulino di Pej (di proprietà privata), nei pressi del rio Pej.
- Lavatoio di Codeviglio, antica fonte nei pressi del paese.
- Fontana di Vesimo, antica fonte ad arco con lavatoio.
- Antico mulino di Vesimo, nei pressi del torrente Boreca.
- Antico mulino di Cerreto, nel centro del paese.
- Lavatoio di Cerreto, antica fonte con lavatoio con dipinto a murale.
- Antico lavatoio di Zerba, antica fonte con lavatoi ad arco, situata in alto sopra il borgo di Villa Lisamara.
- Mulino di Zerba, vicino alla diga.
- Diga di Zerba, sul torrente Boreca.

## Società

### Evoluzione demografica
Situazione del movimento anagrafico del 2020:
- Residenti: 69
- Nati: 0
- Morti: 3
- Iscritti:1
- Cancellati:2
- Variazione media annua: -2,42%

Zerba ha una età media di 65,4. Zerba risulta essere il comune in Italia con l'età media più alta con i 64,3% degli abitanti con un'età superiore di 65 anni. Solo il 4% degli abitanti hanno meno di 14 anni. 
Abitanti censiti

### Tradizioni e folclore
Questo paese fa parte del territorio culturalmente omogeneo delle Quattro province (Alessandria, Genova, Pavia, Piacenza), caratterizzato da usi e costumi comuni e da un importante repertorio di musiche e balli molto antichi. Strumento principe di questa zona è il piffero appenninico che accompagnato dalla fisarmonica, e un tempo dalla müsa (cornamusa appenninica), guida le danze e anima le feste.

## Cultura

### Musei
- Museo contadino di Pej (di proprietà privata), con esposizione di oggetti e modelli legati alle coltivazioni montane.

## Economia
Povera l'agricoltura e l'allevamento, nella frazione di Capannette sono presenti impianti per sport invernali.

## Amministrazione
Di seguito è presentata una tabella relativa alle amministrazioni che si sono succedute in questo comune.
| Periodo        | Periodo        | Primo cittadino      | Partito                                              | Carica  | Note   |
| -------------- | -------------- | -------------------- | ---------------------------------------------------- | ------- | ------ |
| 1º luglio 1985 | 9 giugno 1990  | Giovanni Paolo Borrè | Democrazia Cristiana                                 | Sindaco | [ 13 ] |
| 9 giugno 1990  | 24 aprile 1995 | Giovanni Paolo Borrè | Democrazia Cristiana                                 | Sindaco | [ 13 ] |
| 24 aprile 1995 | 14 giugno 1999 | Giovanni Paolo Borrè | lista civica                                         | Sindaco | [ 13 ] |
| 14 giugno 1999 | 14 giugno 2004 | Giovanni Paolo Borrè | lista civica                                         | Sindaco | [ 13 ] |
| 14 giugno 2004 | 8 giugno 2009  | Claudia Borrè        | lista civica di centro-sinistra                      | Sindaco | [ 13 ] |
| 8 giugno 2009  | 26 maggio 2014 | Claudia Borrè        | lista civica di centro-sinistra                      | Sindaco | [ 13 ] |
| 26 maggio 2014 | 27 maggio 2019 | Claudia Borrè        | lista civica di centro-sinistra Viviamo la valle     | Sindaco | [ 13 ] |
| 27 maggio 2019 | 24 giugno 2024 | Pietro Rebolini      | lista civica di centro-sinistra Un'isola tra i monti | Sindaco | [ 13 ] |
| 24 giugno 2024 | in carica      | Giovanni Razzari     | lista civica Zerba Futura                            | Sindaco | [ 13 ] |

### Altre informazioni amministrative
Fa parte della nuova Unione Montana Valli Trebbia e Luretta.